# Spiroctenus exilis
Spiroctenus exilis är en spindelart som beskrevs av Lawrence 1938. Spiroctenus exilis ingår i släktet Spiroctenus och familjen Nemesiidae. Inga underarter finns listade i Catalogue of Life.